# Joseph Friedrich Enderlin
Joseph Friedrich Enderlin (* 23. Januar 1732 in Bötzingen, Kaiserstuhl; † 26. Januar 1808 in Karlsruhe) war ein deutscher Forstbeamter und Kameral- bzw. Forstwissenschaftler.

## Wirken
Enderlin, dessen Vater als Gutsbesitzer und Vogt in Bötzingen (Markgrafschaft Baden-Hochberg) lebte, studierte an der Universität Jena Rechtswissenschaft, Naturwissenschaften, besonders Botanik, außerdem Staats- und Kameralwissenschaft. Nebenbei ließ er sich von einem Förster in den Bereichen Forst-, Floß- und Jagdwesen ausbilden. Sein Studium in Jena beendete er 1754 und arbeitete dann zwei Jahre auf als Verwalter auf dem väterlichen Gut. Die erste berufliche Tätigkeit begann Enderlin als Forstsekretär im Oberforstamt in Emmendingen. Erst langsam stieg er in der badischen Forstverwaltung auf. 1768 wurde er Rentkammer- und Forstrat, 1779 Hofrat. Als Kurfürstlicher Geheimer Hofrat trat er 1803 in den Ruhestand. Im Jahre 1793 lebte Johann Wolfgang von Goethe einige Tage im Hause Enderlins in Bötzingen, vermittelt durch den Landvogt Johann Georg Schlosser, einen Schwager Goethes.
Der wissenschaftlich ausgebildete Enderlin und Anhänger der Physiokratie erwarb sich hohe Verdienste bei der Verwaltung und Verbesserung der Waldwirtschaft in Baden. Er war ein Experte auf dem Gebiet der Forstbotanik.

## Veröffentlichungen (Auswahl)
- Der unfehlbare Weg, Vermögen zu erwerben und wohl damit umzugehen, oder die allgemeinen Grundsätze einer vernünftigen Ökonomie. Macklot, Carlsruhe 1766.

- Die Natur und Eigenschaften des Holzes und seines Bodens, nebst seiner Nahrung und Ursachen des Wachsthums. Zu mehrerer Aufname des Forstwesens und Gebrauch der Forstliebhaber aus Anlaß des ueberall einreissenden Holzmangels entworfen. Im-Hof, Basel 1767 (2. Aufl. 1772).
- Der Einfluss des Bauernstandes auf den Staat, bey Gelegenheit der Aufgabe: Ist es dem gemeinen Wesen vortheilhafter und nützlicher, dass der Bauer Land, oder nur bewegliche Güter zum Eigenthum besitze. Macklot, Carlsruhe 1773.
- Natürliche Cameral-Wissenschaft. Zwei Bände. Macklot, Carlsruhe 1774–1778 (Neuauflage Karlsruhe 1804 u.d.T.: Natürliche praktische
- Kammeralwissenschaft)
- Grillen über den Strasenbau. Theoretisch und practisch gelegenheitlich niedergeschrieben. Macklot, Carlsruhe 1788.